# 200 Dynamene
200 Dynamene é um asteroide do cinturão de asteroides. Ele foi descoberto em 27 de julho de 1879 por Christian Heinrich Friedrich Peters.
Este asteroide recebeu este nome em homenagem à ninfa Dinamene da mitologia grega.